# Weißenthalsmühle
Koordinaten: 51° 12′ 43″ N, 9° 16′ 41″ O
Die Weißenthalsmühle war eine von einst drei Wassermühlen in der Gemarkung von Kirchberg, einem Stadtteil von Niedenstein im nordhessischen Schwalm-Eder-Kreis. Das Hauptgebäude der 1955 außer Betrieb genommenen Mühle brannte 2008 aus und musste danach abgerissen werden. Heute befindet sich an seiner Stelle ein Ausflugslokal mit großem Campingplatz.

## Geographie und Verkehr
Die Mühle stand an der Ems in deren waldgesäumtem Tal auf 217 m über NHN etwa 2,5 km nordwestlich von Kirchberg, rund 300 m südlich der Mündung der Wiehoff in die Ems.
Die Zufahrt geht heute von Kirchberg über die Kreisstraße K 82 (Kirchberg – Riede) und nach etwa 1 km nordwestlich von Kirchberg rechts ab auf die Gemeindestraße zur Weißenthalsmühle. Zu Fuß erreicht man die Stelle auch über den Wirtschaftsweg von der B 450 bei Riede nach Osten am Sportplatz vorbei und durch das Waldgebiet „Buchlücke“.

## Geschichte
Die Mühle wurde kurz vor 1556 von den Herren Hund, den adeligen Grundherren von Kirchberg, erbaut. Darüber, und weil die Hund der Mühle vier Acker Land aus der Gemeinde zugeschlagen hatten, kam es zum Streit zwischen der Dorfschaft Kirchberg und den Hund, und die Dorfschaft klagte vor der landgräflichen Kanzlei in Kassel unter vielem Anderen auch auf Abriss der Mühle. 1556 kam es zum Vergleich: die neue Mühle blieb stehen, aber das Land wurde zwischen den Hund und den Dörflern geteilt.
Der erste namentlich bekannte Weißenthalmüller war der um 1690 erwähnte Johann Wilhelm Hoffmeister, dessen Witwe Agnes 1742 im Alter von 84 Jahren starb. Hoffmeisters Schwiegersohn Heinrich Zimmermann (~1683–1756) übernahm den Betrieb im Jahre 1731 und führte ihn bis 1755. Ab 1773 war Johann Michael Gippert (1738–1781) Müller der Weißenthalmühle, 1787 war es Heinrich Fennel, 1797 Conrad Spengler und 1835 Werner Spengler. Auf diesen folgten schließlich mehrere Generationen der Familie Siegmann, darunter der 1880 erwähnte Johs. Siegmann, und zuletzt Heinrich Siegmann nach dem Ersten Weltkrieg und danach sein Sohn Friedhelm Siegmann, der die Mühle 1955 stilllegte. In der ersten Hälfte des 20. Jahrhunderts hatte die Mühle ein hölzernes, oberschlächtiges Wasserrad von 3,35 m Durchmesser und 1,38 m Breite, das bei gutem Wasserstand bis zu 18 PS Leistung erbrachte und zwei Mahlgänge trieb.
Als die Mühle nach ihrer Stilllegung zu verfallen drohte, kaufte sie Herr Wöhler aus Kassel, Schwiegervater des damaligen Ministerpräsidenten von Hessen, Georg August Zinn, und dieser baute sich auf dem ehemaligen Milchkeller ein Wochenendhaus. Zur Wasserversorgung wurde ein 74 m tiefer Brunnen gebohrt, und 1965 wurden eine Turbine und ein elektrischer Generator ins Mühlenhaus eingebaut.
Nach Zinns Tod 1976 stand das Anwesen etwa drei Jahre lang leer. Dann erwarb es die Familie Eddiks, die dort einen 1981 eingeweihten großen Campingplatz einrichtete und im ehemaligen Mühlenhaus ein Ausflugslokal betrieb. Im Jahre 2002 kam das Anwesen an Volker Günther, der Campingplatz und Gaststätte weiter betrieb. In der Nacht vom 4. zum 5. März 2008 brannte das denkmalgeschützte alte Mühlengebäude vollkommen aus; es musste im Frühjahr 2009 wegen statischer Schäden abgerissen werden. Danach kam es in kurzer Folge zu zwei weiteren nächtlichen Bränden, in beiden Fällen durch Brandstiftung: im November 2010 wurde das Ferienhaus über dem Milchkeller völlig zerstört, und in der Nacht vom 9. zum 10. Januar 2011 wurde die ehemalige Scheune mit den Sanitärräumen des Campingplatzes total vernichtet.
Nach erneutem Besitzerwechsel im Jahre 2014 und Neubau des Restaurantgebäudes sind Campingplatz und Ausflugslokal seit 2016 wieder voll in Betrieb.